# San Salvatorkerk (Maastricht)
De San Salvatorkerk is een kerkgebouw in het zuidwesten van de Nederlandse stad Maastricht. Het gebouw aan de Penatenhof is de parochiekerk van Daalhof.

## Geschiedenis
De woonwijk Daalhof werd eind jaren 1960, begin jaren 70 gebouwd en ligt tegen de Belgische grens aan. De pastorale zorg zou aanvankelijk vanuit de Sint-Jozefkerk in de nabijgelegen buurt Belfort plaatsvinden. In 1972 begon men echter in de Aureliushof met de eerste kerkdiensten, geleid door pastor Jan Poell. In 1974 werd een ruimte in buurtcentrum Atrium gebruikt als kerkzaal. Door de opvolger van Poell, pastor Linke werd ervoor gekozen om niet te veel functies in het kerkgebouw te huisvesten, maar de kerk wél in de buurt van het wijkcentrum te vestigen. Het nieuwe gebouw werd ontworpen door Ben Verheij. In 1978 werd de kerk in gebruik genomen met een feestelijke mis geleid door deken Pelzer.

## Gebouw
Het betreft een onopvallend doosvormige bakstenen zaalkerk zonder toren. Een onversierd kruis naast de ingang verwijst naar de functie van het gebouw. Het interieur biedt plaats aan 250 kerkgangers. De wanden hebben schoon metselwerk, onderbroken door hoge vensters. Extra licht valt via drie lichtkoepels op het altaar. Door de opheffing van het Europa Seminarie in Rothem kreeg de kerk van Daalhof de beschikking over onder andere een modern vormgegeven tabernakel, kruiswegstaties, kruisbeelden en kandelaars.
* betekent: niet langer in gebruik voor religieuze doeleinden; ** betekent: (deels) gesloopt, verdwenen